# Jurij Kiczaty
Jurij Swiatosławowycz Kiczaty (ukr. Юрій Святославович Кічатий; ur. 22 listopada 1959 w Krzemieńcu) – ukraiński polityk, deputowany Rady Najwyższej V kadencji (2007).

## Życiorys
W 1981 ukończył studia w Ukraińskim Instytucie Inżynierów Gospodarki Wodnej, następnie studiował teorię stosunków społeczno–politycznych w Kijowskim Instytucie Politologii i Zarządzania Społecznego.
W latach 1983–1988 był działaczem Komsomołu, od 1988 do 1991 działaczem Komunistycznej Partii Związku Radzieckiego.
W latach 80. pracował początkowo jako konstruktor, następnie zatrudniony na "odcinku komsomolskim" w rejonie rokitnowskim. W 1992 pełnił obowiązki dyrektora przedsiębiorstwa "Zews", następnie "Juta" (1992–1997).
W latach 1997–1998 sprawował funkcję wiceprzewodniczącego rejonowej administracji państwowej, następnie przewodniczącego rady rejonowej w Rokitnie (1998–2002). Od 2002 do 2004 był zastępcą gubernatora obwodu rówieńskiego ds. społecznych i prawno–politycznych. Wykonywał mandat radnego Rówieńskiej Rady Obwodowej (2006–2007), 19 listopada 2010 został obrany jej przewodniczącym. W styczniu 2007 objął mandat deputowanego Rady Najwyższej Ukrainy V kadencji, który pełnił do listopada 2007.
Należy do Partii Regionów (od 2005 pełnił obowiązki wiceprzewodniczącego struktur obwodowych). Jego brat Leonid (ur. 1971) jest burmistrzem Krzemieńca.